# Un mostro a Parigi
Un mostro a Parigi (Un monstre à Paris) è un film d'animazione del 2011 scritto, diretto e co-prodotto da Bibo Bergeron.

## Trama
La storia si svolge durante la piena della Senna a Parigi nel 1910. Émile, un timido proiezionista di cinema e amante di riprese cinematografiche, è innamorato di Maud, sua collega, alla quale non osa dichiarare i suoi sentimenti. Émile ha per amico Raoul, un fattorino e inventore esuberante, che si sposta su un furgone accessoriato con dispositivi improbabili che ha soprannominato Catherine. Lucille, amica d'infanzia di Raoul, è una cantante di cabaret che si esibisce nel locale L'Oiseau rare. Lucille ha successo e sua zia fa di tutto per metterla tra le braccia del prefetto della polizia Maynott, uomo ricco e potente ma divorato da orgoglio e ambizione.
Una sera Raoul, accompagnato da Émile, va a fare una consegna nella serra del Jardin des Plantes; in assenza del professore che vi lavora, la serra è controllata dal suo assistente Charles, una scimmia erudita. Estasiato all'idea di frugare nel laboratorio del professore, Raoul provoca degli strani incidenti: un miscuglio di pozioni dà a Charles una voce da cantante d'opera, mentre un fertilizzante instabile fa spuntare in un batter d'occhio un girasole gigante. Sfortunatamente Raul, nel maneggiare i liquidi, provoca un'esplosione: tutti ne escono illesi, ma Émile è convinto di aver intravisto una creatura mostruosa. Qualche giorno dopo, leggendo le testimonianze terrificanti dei cittadini di Parigi scritte sui giornali e guardando una pellicola che Émile aveva registrato con la sua cinepresa mentre erano nel laboratorio, i due amici capiscono con sgomento che la creatura esiste veramente e che sono loro i responsabili della sua apparizione.
Il prefetto Maynott affida l'inchiesta al poliziotto Pâté, ma mantiene viva, volontariamente, la paura della popolazione al fine di apparire come un eroe uccidendo la creatura e così vincere le elezioni comunali; nello stesso tempo, tenta invano di sedurre Lucille, impegnata a cercare senza successo un musicista per assisterla; Albert, un cameriere de L'Oiseau rare, si propone per quel ruolo, ma lei lo rifiuta. Uscendo dalla porta sul retro, il ragazzo intravede il mostro e tenta di rifugiarsi di nuovo all'interno del locale, per poi fuggire spaventato. Lucille, aprendogli la porta, vede il mostro nascosto da un mantello e un cappello abbandonati da un passante terrorizzato; scoprendo il suo vero aspetto Lucille scappa ma, sentendo il mostro cantare, si rende conto non solo che non è pericoloso, ma che ha anche una voce straordinaria; lo accoglie quindi nel suo camerino e lo battezza Francœur, prendendo spunto dal nome della strada dove l'aveva trovato. Francœur non è altro che una pulce proveniente dal pelo di Charles che il fertilizzante instabile del laboratorio ha ingrandito fino a farlo diventare di una taglia quasi umana.
Il "mostro" si ritrova per caso sul palco nel momento del numero di Lucille, ma si rivela essere un cantante e un musicista straordinario (grazie al fatto che oltre al fertilizzante, Francœur era stato colpito anche dalla pozione che aveva dato la voce da cantante a Charles) ottenendo con Lucille un grande successo.
Sfortunatamente, qualche giorno dopo, il poliziotto Pâté fa luce sulle origini del mostro. Émile e Raoul sono arrestati e portati davanti al prefetto, che però non li conduce in prigione ma decide di ricompensarli per averlo aiutato nel suo scopo di apparire grande ai parigini, conferendo loro la Legion d'onore; Raoul può quindi presentarsi a L'Oiseau rare, dato che Lucille gli aveva vietato l'ingresso a meno che non fosse stato in possesso appunto della Legion d'onore. Émile e Raoul scoprono la vera identità di Francœur e le vicende successe dal suo incontro con Lucille, decidendo perciò di mantenere il segreto. Il prefetto, avvertito da Albert (intenzionato a vendicarsi di Lucille per non aver apprezzato una sua pessima performance vocale), perquisisce il locale in cerca del mostro; Francœur, Émile e Raoul però si sono ben nascosti e non vengono trovati; credendo che Albert abbia mentito agli agenti, il prefetto lo arresta. Qualche giorno dopo, Maynott inaugura la Funicolare di Montmartre, che deve servire la collina di Montmartre e la Basilica del Sacro Cuore. I tre amici, accompagnati dalla scimmia Charles, decidono di approfittare dell'occasione per mettere in scena la morte del mostro facendolo fuggire da una botola; il prefetto Maynott però scopre la messinscena e decide di abbattere lui stesso la creatura: un inseguimento sfrenato parte da Montmartre, per proseguire per le vie di Parigi e nella Senna in piena; l'inseguimento vede gli inseguitori, a piedi, in funicolare, poi in macchina e su un dirigibile, fino alla sommità della Tour Eiffel. Contemporaneamente Maud, a cui Émile aveva infine avuto il coraggio di dare appuntamento, si era presentata nello stesso posto.
Dopo numerose peripezie, in cui resta coinvolta anche Maude, a cui Émile, finalmente, dimostra il suo amore, il prefetto, ormai fuori di senno per la sua megalomania, riesce apparentemente a uccidere Francœur e, per questo, Pâté lo fa arrestare, disgustato dalla sua crudeltà e dal suo arrivismo. 
La sera a L'Oiseau rare Lucille è inconsolabile dopo la scomparsa di Francœur; Raoul la convince comunque a cantare: iniziando a intonare la sua canzone, la ragazza sente una voce cantare al suo orecchio: è Francœur, che non era stato assassinato da Maynot, ma, semplicemente, aveva riacquisito la sua taglia originale a causa della fine degli effetti del miscuglio del professore, ed era rimasto nascosto nei capelli di Lucille. Qualche tempo dopo il professore del Jardin des Plantes rientra dal suo viaggio e, appena i tre gli spiegano la situazione, ricrea il miscuglio capace di ridare a Francœur una taglia umana, in modo che possa continuare a cantare con Lucille; poco dopo, Raoul e Lucille si confessano i loro reciproci sentimenti. Pâté diventa il nuovo prefetto di Parigi, mentre Charles la scimmia diventa il nuovo cameriere del L'Oiseau rare sostituendo Albert e dimostrandosi un lavoratore più competente.

## Distribuzione
La pellicola è uscita nelle sale cinematografiche francesi il 12 ottobre 2011; in Italia è stata distribuita oltre un anno dopo, il 22 novembre 2012.

## Riconoscimenti
La pellicola ha ricevuto due candidature ai Premi César 2012, per la miglior pellicola d'animazione e la miglior musica.